# Nash Ambassador
 La Nash Ambassador è un'autovettura prodotta dalla Nash dal 1927 al 1954 e dall'American Motors (AMC) dal 1954 al 1957. Le vetture commercializzate dal 1927 al 1932 rappresentavano il modello al top di gamma dell'offerta Nash. Furono tra le autovetture più prestigiose realizzate dalla casa automobilistica statunitense. Oltre che negli Stati Uniti, la Ambassador è stata assemblata anche in Australia. 
L'autovettura chiamata Louise Nash che compare nel film Cars 3 è un'Ambassador 3ª serie. 

## La prima serie: 1927–1932
La Nash utilizzò per la prima volta il nome Ambassador nel 1927 per una berlina quattro porte e cinque posti appartenente alla gamma della Advanced Six. Essendo il modello più lussuoso della Nash, fu dotato di interni d'alto livello, di una tappezzeria ricercata e di un ricco equipaggiamento. L'11% delle Ambassador fu esportato e molti esemplari furono acquistati da famiglie reali europee. Per esempio, Guglielmo di Svezia si recò a visitare gli stabilimenti Nash di Kenosha nel 1927 ed i lavoratori scandinavi del sito produttivo spedirono poi la sua Nash Ambassador in Svezia.
La Ambassador era dotata di un motore a sei cilindri in linea a valvole in testa da 4,6 L di cilindrata che erogava 78 CV di potenza. Le sospensioni erano a balestre semiellittica ed il cambio era manuale a tre rapporti.
La Ambassador rimase nella gamma dell'Advanced Six fino al 1930, quando il modello fu spostato nella gamma della Twin Ignition Eight. Nel 1931 tale modello fu rinominato 890.

## La seconda serie: 1932–1940
A metà del 1932 la vettura diventò un modello a sé stante con il nome di Ambassador Eight. La vettura ora era offerta in diverse carrozzerie, tra cui berlina e coupé. Il telaio aveva un passo compreso tra i 3.378 ed i 3.607 mm. Il motore installato era un otto cilindri in linea da 5,3 L e 125 CV dotato di doppia accensione e valvole in testa. Nonostante avesse conservato il nome, la nuova Ambassador fu dotata di un nuovo corpo vettura e di una nuova meccanica. A parte la General Motors, nel 1932 la Nash fu l'unica casa automobilistica a produrre utili.
Nel 1934 la linea fu rivista, ed ora comprendeva degli stilemi che richiamavano l'Art déco. Nell'anno in oggetto crebbe però la concorrenza. I modelli che furono più in competizione in questi anni con la Ambassador furono la LaSalle, la Auburn V-12, la Reo-Royale 8, la Buick Series 34-90, la Chrysler Airflow e la Chrysler Imperial. Nel 1935 il passo fu accorciato ed il modello venne dotato di una nuova linea e di un allestimento rinnovato. Nel 1936 fu aggiunta alla gamma l'Ambassador Six mentre dall'anno successivo venne offerta la versione cabriolet. 

## 1941-1948

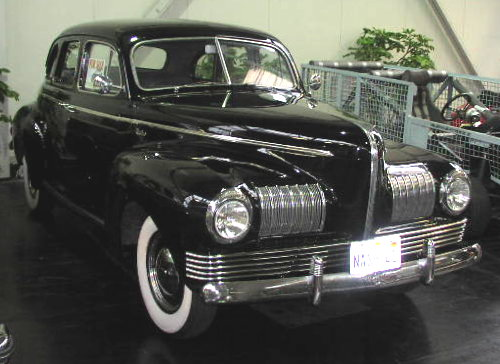
Una Nash Ambassador del 1941

Dal 1941 al 1942 a tutte le Nash fu aggiunto nella denominazione il termine "Ambassador". Queste nuove vetture avevano un design totalmente differente. La Nash Ambassador 600, in particolare, diventò popolare per aver installato una struttura a monoscocca in luogo del telaio separato. Tale modello fu l'unico prodotto dalla Nash ad essere dotato di motore a valvole laterali. Dopo il 1946 la 600 tornò alla vecchia denominazione.

A causa dello scoppio della seconda guerra mondiale la Nash sospese, come tutte le case automobilistiche statunitensi, l'attività di produzione di autovetture. A conflitto terminato l'assemblaggio della Ambassador però non riprese subito. Il modello fu infatti reintrodotto solo nel 1948.

## La terza serie: 1949–1951
Dal 1949 al 1951 le uniche versioni di Ambassador disponibili furono le berline a due e quattro porte. La linea assomigliava a quella delle Ambassador prodotte nel 1948. Le nuove vetture furono dotate di un ampio abitacolo. La Ambassador del 1950 diventò la prima automobile non General Motors ad essere equipaggiata dalla trasmissione automatica Hydramatic. Il cambio montato di serie era invece manuale a tre rapporti. Il motore disponibile era un sei cilindri in linea da 3,8 L. 

## La quarta serie: 1952–1957
La Ambassador fu oggetto dell'ultimo importante restyling nel 1952. Questa linea venne disegnata da Pininfarina e fu conservata fino al 1954. Le Ambassador del 1954 furono le uniche vetture statunitensi a possedere un sistema di ventilazione, riscaldamento ed aria condizionata integrato. Quest'ultima, in particolare, era prodotta da un impianto dalle dimensioni compatte.
Nel 1955 il modello fu oggetto di un facelift. Nell'occasione vennero offerti per la prima volta dei motori V8, che erano di derivazione Packard.
Dopo la nascita dell'American Motors, venne creato il marchio Rambler. Dato che quest'ultimo era associato alle vetture economiche del gruppo, iniziò una forte concorrenza interna che causò un calo di vendite delle vetture Nash, e la Ambassador non fu un'eccezione. Tra il 1956 ed il 1957 i modelli Nash furono oggetto di un corposo aggiornamento, ma questo non portò i frutti sperati. Per tale motivo l'American Motors decise di sopprimere il marchio Nash. L'ultima Ambassador uscì dalle catene di montaggio nell'estate del 1957. Il nome Ambassador fu in seguito utilizzato su altre vetture del gruppo AMC.